# Luis Montes
Luis Arturo Montes Jiménez (Ciudad Juárez, 15 de maio de 1986) ,é um futebolista Mexicano que atua pelo León como meia.  
É considerado um dos maiores ídolos da história do León. Em dez anos no León, Montes foi capitão da equipe no acesso para a primeira divisão em 2012 e na conquista de três campeonatos nacionais da primeira divisão.

## Carreira

### Indios Juárez
Revelado nas divisões de base do Pachuca, aos 19 anos de idade foi emprestado ao Indios Juárez para a disputa do Clausura 2006. Estreou profissionalmente em 6 de janeiro de 2006, contra o Irapuato, entrando aos 79 minutos no lugar de Luis Esqueda, em partida no Estádio Olímpico Benito Juárez.

### Pachuca
Retornou no Apertura 2006 ao Pachuca, onde ficou até o Clausura 2011, tendo disputado 86 partidas no Campeonato Mexicano e 25 partidas em competições internacionais.

### León
Em 2011, foi contratado pelo León por empréstimo de um ano. Tornou-se logo titular indiscutível, tendo ajudado a equipe na conquista do acesso para a Primera División e jogado um total de 38 partidas entre o Apertura 2011 e o Clausura 2012. Para o Apertura 2012, renovou seu contrato de empréstimo por mais um ano e ajudou a equipe a faturar mais um título. Ao final do Clausura 2013, foi comprado em definitivo pelo León junto ao Pachuca por 1 milhão de euros.
Como o capitão do León conquistou o Apertura de 2013, Clausura de 2014 e o Torneo Guardianes 2020 (novo nome do Apertura 2020). 

## Seleção Mexicana
Convocado pela primeira vez para a Seleção Mexicana pelo treinador José Manuel de la Torre, fez sua estréia pelo México em 17 de abril de 2013, no amistoso contra o Peru. Disputou a Copa Ouro da CONCACAF de 2013, competição na qual, atuando com a camisa de número 8, marcou seu primeiro gol pela Seleção. Foi incluído por Miguel Herrera na lista final dos 23 jogadores que disputariam a Copa do Mundo FIFA de 2014, no Brasil. Poucos minutos depois de fazer um gol no amistoso com o Equador, sofreu uma grave fratura na perna direita em uma dividida com Segundo Castillo e teve que ser substituído, aos 38 minutos do primeiro tempo. Montes acabou sendo cortado da lista e Javier Aquino, do Villarreal, foi convocado para o seu lugar.

## Títulos
León
- Liga MX: Apertura 2013, Clausura 2014, Guardianes 2020
- Liga de Ascenso: Clausura 2012
- Copa das Ligas: 2021